# Albert Subirats
Albert Subirats (ur. 25 września 1986) – wenezuelski pływak, brązowy medalista mistrzostw świata, mistrz świata (basen 25 m).
Specjalizuje się w pływaniu stylem motylkowym. Jego największym dotychczasowym sukcesem jest złoty medal mistrzostw świata na krótkim basenie w Dubaju w 2010 roku na dystansie 50 m tym stylem oraz brązowy medal mistrzostw świata na basenie 50 m w 2007 roku na dystansie dwukrotnie dłuższym.